# Strojnica ERO
Strojnica ERO — хорватський пістолет — кулемет.
Пістолет-кулемет ERO не є буквальною копією ізраїльського кулемета Узі. 
Виготовлявся під час громадянської війни  з високоякісних матеріалів. Трохи ширший ніж оригінал. 
Технологія виготовлення така ж, як і оригінальна. Копія виявилась настільки вдалою, що, як стверджують хорвати, вона була навіть краща за оригінал. На зброю може бути встановлений глушник або лазерний прицільний пристрій.  

## Варіанти
- Mini-Ero. Більш компактна версія.

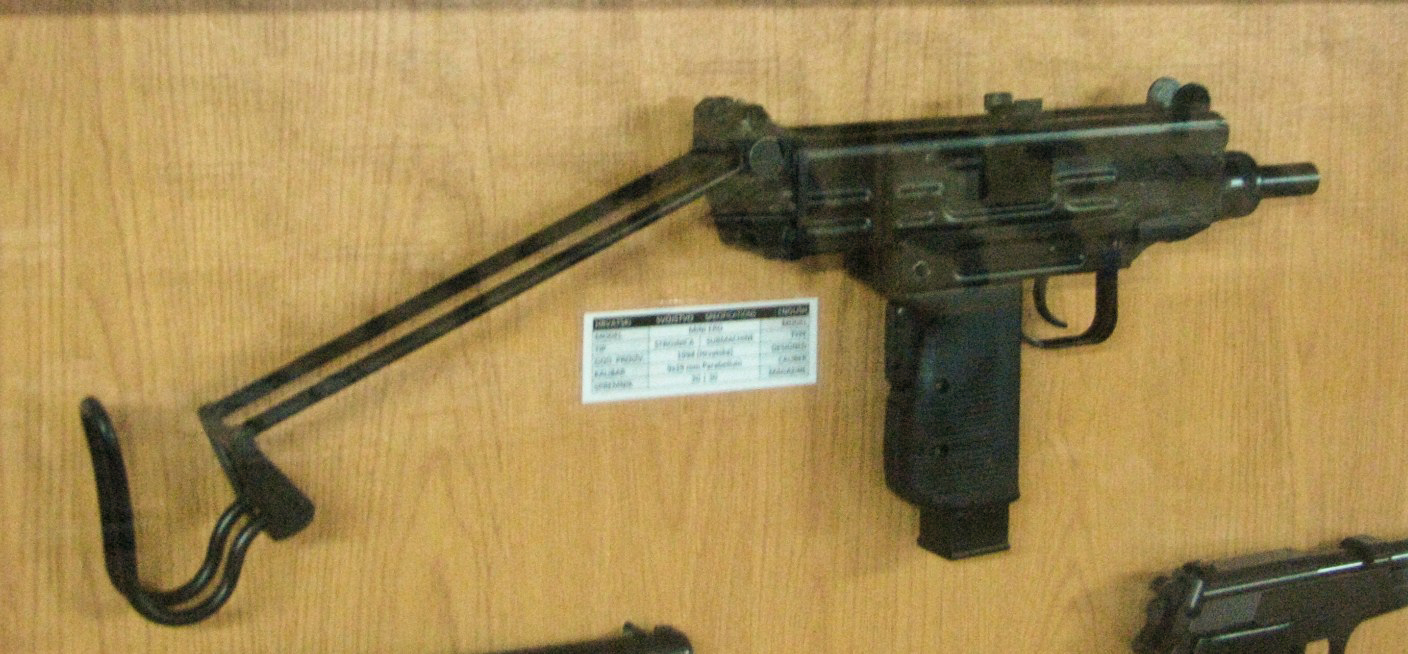
Strojnica Mini Ero